# Спрінгфілд Тауншип (округ Ері, Пенсільванія)
Спрінгфілд Тауншип (англ. Springfield Township) — селище (англ. township) в США, в окрузі Ері штату Пенсільванія. Населення — 3076 осіб (2020).

## Демографія
Згідно з переписом 2010 року, у селищі мешкало 3425 осіб у 1317 домогосподарствах у складі 947 родин. Було 1567 помешкань
Расовий склад населення:
| - 97,6 % — білих - 0,4 % — чорних або афроамериканців - 0,1 % — корінних американців - 0,1 % — азіатів |

До двох чи більше рас належало 1,5 %. Частка іспаномовних становила 0,9 % від усіх жителів.
За віковим діапазоном населення розподілялося таким чином: 24,5 % — особи молодші 18 років, 61,6 % — особи у віці 18—64 років, 13,9 % — особи у віці 65 років та старші. Медіана віку мешканця становила 40,8 року. На 100 осіб жіночої статі у селищі припадало 104,5 чоловіків;  на 100 жінок у віці від 18 років та старших — 102,8 чоловіків також старших 18 років.
Середній дохід на одне домашнє господарство  становив 57 682 долари США (медіана — 45 185), а середній дохід на одну сім'ю — 60 867 доларів (медіана — 46 019). Медіана доходів становила 41 071 долар для чоловіків та 34 306 доларів для жінок. За межею бідності перебувало 16,4 % осіб, у тому числі 26,9 % дітей у віці до 18 років та 10,5 % осіб у віці 65 років та старших.
Цивільне працевлаштоване населення становило 1460 осіб. Основні галузі зайнятості: виробництво — 29,6 %, освіта, охорона здоров'я та соціальна допомога — 22,9 %, мистецтво, розваги та відпочинок — 7,5 %, науковці, спеціалісти, менеджери — 7,2 %.